# Pyridoxine
Pyridoxine of adermine is een van de zeven stoffen die tot de vitamine B6-groep gerekend worden, evenals onder andere pyridoxal en pyridoxamine. Het verschilt van pyridoxamine door een andere groep op de 4-positie. Er zijn verschillende vormen van pyridoxine en in voedingssupplementen is het vrijwel altijd gebonden aan een hydrochloride-groep. Bij tekorten en enkele andere indicaties wordt het toegediend als geneesmiddel.
De verbinding bezit als basis een pyridine-ring, met daarop vier substituenten: een hydroxylgroep, een methylgroep en twee hydroxymethylgroepen. Het wordt omgezet in de biologisch actieve vorm pyridoxal-5-fosfaat.

## Wereldgezondheidsorganisatie
Pyridoxine is al opgenomen in de uit 1977 daterende eerste versie van de WHO-modellijst van essentiële geneesmiddelen, in de sectie vitaminen en mineralen: Tablet: 25 mg (hydrochloride). Het betreft dus de toedieningsvorm als vaste stof met de hydrochloride-groep. De Wereldgezondheidsorganisatie (WHO) geeft als indicaties volgens ICD-11:
- Polyneuropathieën die gepaard gaan met chronische zenuwpijn aan de perifere zenuwen.
- Tekort aan vitamine B6.
- Sideroblastische anemie, een zeldzame vorm van bloedarmoede die wordt veroorzaakt door afwijkende voorlopers van de rode bloedcellen.

Voor al deze toepassingen is pyridoxine volgens de WHO de aangewezen medicatie. Er worden geen therapeutische alternatieven genoemd.

## Toepassing in de geneeskunde
Tabletten van pyridoxine zijn in Nederland geregistreerd als geneesmiddel. Ze worden onder andere gebruikt bij een tekort aan pyridoxine, al dan niet opgewekt door geneesmiddelen zoals isoniazide. Langdurige toepassing van hoge doseringen op eigen initiatief is niet zonder gevaar. Bovendien zijn er vele wisselwerkingen met geneesmiddelen. Onder andere wordt de afbraak van levodopa versneld; dit effect is op te heffen met decarboxylase-remmers, wat van belang is voor parkinsonpatiënten.
Anno 2022 is in Nederland enkel de hydrochloride-vorm toegelaten als medicijn.